# Ácido murámico
El ácido murámico es un azúcar ácido. Procede de unión mediante un enlace éter entre el ácido láctico y la glucosamina. Se sintetiza de forma natural como un derivado del ácido N-Acetilmurámico en el peptidoglicano que conforma la pared celular de las bacterias.